# Cap de Barbaria
El Cap de Barbaria es un ferry-crucero de estilo «double ended» (operativo por proa y popa) de la naviera española Baleària Eurolineas Marítimas.

## Historia
El ferry fue construido con el número de construcción 138 en la atarazana Astilleros Armon Vigo. La botadura tuvo lugar el 28 de septiembre de 2022. El buque fue entregado el 5 de mayo de 2023 y puesto en servicio el 15 de mayo de ese mismo año. Opera entre las islas de Ibiza y Formentera. Sustituyó al ferry Posidonia, que fue vendido a la naviera italiana Caremar y pasó a denominarse Nereida.
Fue diseñado por Cotenaval en colaboración con Oliver Design. Su construcción fue financiada por los fondos de recuperación económica Next Generation de la Unión Europea y el Green Shipping Fund también proporcionó apoyo financiero. El Cap de Barbaria es el primer ferry de propulsión eléctrica de España. Lleva el nombre del cabo del mismo nombre en el suroeste de Formentera.

## Datos técnicos y equipamiento
El ferry tiene un propulsor híbrido que consta de propulsor diésel-eléctrico y un propulsor totalmente eléctrico. Está propulsado por dos motores eléctricos B5J 450 LA4 de Marelli Motori, cada uno con 1150 kW de potencia, Para generar electricidad, cuenta con tres generadores Caterpillar, cada uno impulsado por un motor diésel para barcos de la misma marca del tipo C32 con una potencia de 940 kW cada uno, con 1 175 kVA de potencia aparente y un generador de puerto propulsado por un motor diésel Caterpillar C7.1 de 150 kW de potencia y 188 kVA de potencia aparente. Además, se instaló un generador de emergencia propulsado por un motor diésel Volvo-Penta de 130 kW de potencia y 163 kVA de potencia aparente.
El ferry está equipado con baterías de iones de litio como almacenamiento de energía, que pueden cargarse durante el viaje o en el puerto. Su funcionamiento es eléctrico durante el atraque, la salida y también durante la estancia en puerto, de modo que no se producen gases de escape durante su amarre. La capacidad de los acumuladores es de 1017 kWh. Esto es suficiente para que el ferry pueda permanecer en el puerto hasta doce horas. El barco también está equipado con una conexión a tierra para el suministro eléctrico en el puerto. Además, se instaló una pila de combustible con una potencia de 100 kW para probar el funcionamiento con hidrógeno.
Cuenta con una plataforma continua para vehículos en la cubierta 2 (cubierta principal). Es accesible desde ambos extremos mediante rampas plegables hidráulicamente. El acceso a la cubierta principal tiene 5 metros de ancho. La plataforma para vehículos se cubre en la zona central con la superestructura de la plataforma (cubiertas 4 a 7). La altura útil es de 4,6 metros. La plataforma para vehículos está abierta en los extremos se encuentra protegida lateralmente por paredes laterales altas. El ferry tiene capacidad para 50 coches o 14 camiones. Está homologado para 390 pasajeros.
La superestructura de cubierta contiene las instalaciones para los pasajeros en las cubiertas 4 y 5. Dispone de un solarium parcialmente cubierto en la cubierta 5. Por encima, en la cubierta 6, se encuentran, entre otras dependencias, siete camarotes para la tripulación del barco y el comedor. El timón está situado en el centro de la superestructura de la cubierta.